# Moral Orel
Moral Orel es una serie estadounidense animada para adultos en stop-motion de Adult Swim, la cual originalmente se emitía desde el 13 de diciembre de 2005, antes de que fuera oficialmente emitido desde el 23 de enero de 2006 hasta el 18 de enero de 2009. La serie es una sátira de los arquetipos de la vida suburbana del centro de los Estados Unidos, la cultura WASP moderna, el alcoholismo y el fundamentalismo religioso. Inicialmente siendo una serie de humor negro, que satirizaba lo ya mencionado, la serie toma un giro más oscuro a partir de los últimos dos episodios de la segunda temporada y el resto de la tercera temporada, que toca las angustiosas consecuencias emocionales de la disfunción provocada por los vecinos de Moralton.
Lo han descrito como "Davey y Goliath conocen South Park". Aun así, Dino Stamatopoulos, el creador de la serie, es cauto de la comparación con Davey y Goliath, diciendo al New York Times que Moral Orel creció fuera de un concepto para una parodia de un sitcom de los años 1950 estilo ''Leave It to Beaver'' que protagonizaría Iggy Pop.
En el San Diego Comic Con del 2008, Stamatopoulos anunció que la serie no sería renovada para una cuarta temporada. La temporada final estuvo emitida intercaladamente junto con repeticiones de las primeras dos temporadas, desde entonces muchos de los episodios tuvieron lugar en paralelo con acontecimientos de episodios pasados. El acontecimiento, el cual se llamó "44 Noches de Orel", era presentado por Stamatopoulos y otros y empezó el 6 de octubre de 2008, terminando el 18 de diciembre, cuándo el final de temporada fue estrenado. Un nuevo especial llamado "Beforel Orel" fue emitido en 2012.
En Latinoamérica, la serie fue estrenada en abril de 2015 en inglés subtitulada al español en el canal I.Sat, dentro de su bloque Adult Swim.

## Sinopsis
El programa tiene lugar en el ficticia ciudad capital de Moralton, en el estado ficticio de Bible Belt "Statesota."  Según el globo mostrado en los créditos de apertura, Moralton está en el centro exacto de los Estados Unidos, con la iglesia de la ciudad en el centro exacto de la ciudad.
El personaje principal es Orel Puppington, un estudiante de Escuela Elemental Alfred G. Diorama , quién intenta vivir por el fundamentalista protestante código moral cristiano cuando es articulado en iglesia o por su padre, Clay. Orel ingenuamente sigue este código hasta extremos desastrosos.  La serie es una sátira de los arquetipos de vida suburbana americana Media, cultura de WASP del día moderno, y del fundamentalismo religioso.

### Temporada 1
La primera temporada de la serie sigue una fórmula repetida durante los primeros 9 episodios. Orel va a misa del domingo, escucha el sermón del Reverendo Rod Putty, y posteriormente intenta vivir su vida, basada en el respectivo sermón, que es mayormente malinterpretado por Orel, y termina causando un desastre en la ciudad. Después, el padre de Orel, Clay Puppington, castiga a su hijo de manera física con su cinturón por los hechos causados accidentalmente por el niño, y le da una reflexión (a veces equivocada). Al final de cada episodio, hay un chiste recurrente donde Clay se levanta de su asiento, para que luego sus pantalones caigan debido a que se había quitado el cinturón para castigar a Orel. A lo largo de la temporada, se presentan los personajes principales de la serie, y se establecen también varias tramas secundarias, como que el padre de Orel es un bisexual encerrado, y está enamorado del profesor de gimnasia de Orel, y la madre de Orel es una ama de casa infelizmente casada que se siente atrapada en su matrimonio.
El décimo y último episodio de la primera temporada, llamado "The Best Christmas Ever" (La Mejor Navidad de Todas), tiene una trama secundaria un poco más seria, debido a que los padres de Orel planean divorciarse en plena Navidad. Hay una escena de casi 30 segundos donde solo se ve a la madre de Orel, Bloberta Puppington, en diferente ángulos, sentada en su cama, después de que su marido dejara temporalmente la casa. La última escena antes de continuar con la trama principal muestra a Bloberta soltar una lágrima en silencio.
La oficina de Normas y Prácticas de Cartoon Network tuvo que aprobar tres episodios de esta temporada antes de que pudieran emitirse: "El Chef de Dios" (temas sexuales fuertes), "Lealtad" (representaciones de homosexuales y violencia contra ellos) y "Madurez" (consumo de alcohol por un menor). Como resultado, se retrasaron varios meses y se estrenaron fuera del orden de producción.

### Temporada 2
La segunda temporada rompe con la fórmula repetida de la primera. Las tramas secundarias de la primera temporada se convierten en las principales en esta, y Orel, aun siendo el personaje principal, se convierte de un catalizador de los eventos a en un espectador involuntario que a menudo queda confundido y abatido al final, encontrándose incapaz de reconciliar su naturaleza optimista y su fe con la corrupción y el cinismo de los adultos que lo rodean. Pese a seguir usando el humor negro y la sátira, la segunda temporada lentamente va llegando a su punto más serio y oscuro, hasta llegar a los últimos dos episodios, "Nature - Part 1" y "Nature - Part 2" (Naturaleza - Parte 1 y 2) quitando énfasis a la parodia cínica de los episodios anteriores a favor de explorar temas más inquietantes. En este final de temporada, es la primera vez en que Orel confronta a su padre, finalizando en que el niño pierda toda fe, confianza, y respeto hacía este.

### Temporada 3
La tercera y última temporada del programa está estructurada como una historia interconectada de 13 partes que trata sobre los eventos previos y durante el viaje de campamento, y sus implicaciones de gran alcance, mostrando los hechos traumantes en el que Orel pierde respeto hacia su padre. Varios episodios contienen escenas incómodas y perturbadores de ver, pero en un ambiente serio y realista, alejándose de la sátira y el humor, y son consideradas las razones por las cuales Adult Swim decidió cancelar el programa.

## Personajes
- Orel Puppington Es un chico de 11 (primera temporada) y 12 (segunda temporada) años y el protagonista de la serie. Orel Es un chico devoto cristiano quién alegre e ingenuamente trata con un padre alcohólico y abusivo, una madre emocionalmente distante y obsesionada con la limpieza, y la hipocresía de los adultos religiosos con quien el encuentra.
- Clay Puppington Es el padre de Orel.  Es un cínico alcohólico quién odia su trabajo sin perspectivas y a su mujer.
- Bloberta Puppington Es la madre de Orel.  Según parece alegre,  tiende a ignorar todo conflicto o problemas.
- Shapey Puppington Es el medio hermano de siete años de edad de Orel, es un pequeño que siempre se porta mal, estropeado, emocionalmente atrofiado.
- Reverendo Rod Putty es el pastor de la iglesia residente de la ciudad, un despreocupado, hombre solitario y sexualmente frustrado quien Orel mira para darle consejos. Más tarde encima, el comparte una relación sana con su hija anteriormente desconocida, Stephanie (quien él originalmente intentaba seducir), un punk-rocker lesbiana quién posee una sex shop. Gracias a ella, Putty se vuelve un poco más abierto, amable y positivo.

## Futuro

### Especial del 2012
Después del minimaratón de Halloween de 2011 para  Mary Shelley's Frankenhole, el propio Orel anunció el próximo especial de Moral Orel y su lanzamiento "en algún momento en el futuro cercano". "Beforel Orel" se anunció oficialmente en la página oficial de Twitter de Dino Stamatopoulos. El especial fue descrito en un comunicado de prensa de Adult Swim como "[un] especial de Moral Orel que arroja luz sobre el origen de la naturaleza religiosa de Orel y el nacimiento de su hermano, Shapey". Se estrenó el lunes 19 de noviembre de 2012.

### Intentos de continuar la serie
Moral Orel se volvió una serie de culto en los años posteriores de su última emisión, recibiendo popularidad gracias a internet, donde se han subido los episodios completos de la serie en plataformas como YouTube, incluso subtituladas al español gracias a aficionados de la serie. Gracias a la reciente popularidad, muchos aficionados han exigido la continuación de la serie. Una petición en Change.org creada el 31 de marzo de 2022 pedía que se continuara la serie; ha llegado a más de 1050 firmas desde noviembre de 2023.
El 15 de abril de 2023, Dino Stamatopoulos publicó en Instagram dos capturas de pantalla de una conversación que tuvo con un seguidor, negando un futuro a la serie y pidiéndole a los aficionados que se abstengan de realizar más preguntas sobre el futuro de esta. En dichas capturas, el seguidor le preguntó:
Sé que probablemente te pregunten mucho sobre esto, pero ¿considerarías alguna vez traer de vuelta a Moral Orel a través de crowdfunding? ¿Quizás Patreon? ¿O Mike Lazzo [simplemente] te impondrá un cese y desista?
Dino respondió diciendo:
Sí, [pero] no me pertenece y Lazzo es un amigo, pero ya no está en Adult Swim. Dicho esto, sigo adelante. O haber seguido adelante. Creo que el programa habla por sí solo. Tal vez me desespere y tenga hambre en el futuro y lo traiga de vuelta, pero no querrás ver eso.